# Stockholm WCT 1976
Lo Stockholm WCT 1976 è stato un torneo di tennis giocato sul sintetico indoor. È stata la 1ª edizione del torneo che fa parte del World Championship Tennis 1976. Si è giocato a Stoccolma in Svezia dal 20 al 26 aprile 1976.

## Campioni

### Singolare maschile
Wojciech Fibak ha battuto in finale  Ilie Năstase con il punteggio di 6–4 7–6

### Doppio maschile
Aleksandre Met'reveli /  Ilie Năstase hanno battuto in finale  Tom Okker /  Adriano Panatta con il punteggio di 6–4, 7–5